# Bataysk (huyện)
Huyện Bataysk (tiếng Nga: ? райо́н) là một huyện hành chính tự quản (raion), của Tỉnh Rostov, Nga. Huyện có diện tích 88 kilômét vuông. Trung tâm của huyện đóng ở Bataysk.